# Parque Quase-Nacional Sado-Yahiko-Yoneyama
O Parque Quase-Nacional Sado-Yahiko-Yoneyama é um parque quase-nacional localizado na prefeitura japonesa de Niigata. Estabelecido em 27 de julho de 1950, tem uma área de 29 464 hectares.